# Grande Loge féminine de Belgique
La Grande Loge féminine de Belgique (Vrouwengrootloge van België) ha estat fundada el 1981 a iniciativa de quatre lògies, creades per la Grande Loge féminine de France (GLFF). Desitjant iniciar dones de fora de l'hexàgon, funda una primera llotja a Brussel·les, el 20 d'abril de 1974. Tres altres creacions de lògies segueixen a Lieja, Brussel·les i Charleroi. El 17 d'octubre de 1981, aquestes 4 lògies es guanyen la seva autonomia i es constitueixen en la Gran Lògia femenina de Bèlgica.
La Gran Lògia femenina de Bèlgica compta avui amb 38 tallers. Un dels tallers, amb el títol distintiu de La Croisée des Chemins, inicia dones vingudes d'altres països que resideixen temporalment a Bèlgica. Com la Gran Lògia Femenina de França, la Gran Lògia femenina de Bèlgica està present a l'estranger. Ha creat 6 lògies: 2 a Dinamarca (a Copenhaguen i a Odense); i 4 als Estats Units, 2 a Nova York, a Washington i a Los Angeles.
La GLFB és quadrilingüe: francès, neerlandès, anglès i danès. La GLFB s'adhereix al C.L.I.P.S.A.S. (Centre de Liaison et d'Information des Puissances Maçonniques Signataires de l'Appel de Strasbourg) des de 1984 i també al CLIMAF. L'efectiu de la Gran Lògia femenina de Bèlgica és avui de 1.640 membres (xifra anunciada per la plana web oficial).
La Gran Lògia femenina de Bèlgica es defineix com una federació de Lògies treballant als tres primers graus de la maçoneria simbòlica. Pel que fa a l'Obediència, la Gran Lògia femenina de Bèlgica treballa al Ritual escocès antic i acceptat. Les Lògies poden escollir un ritual en funció de la seva especificitat :
- el Ritu Escocès antic i acceptat.
- el Ritu Francès restablert.
- el Ritu Francès.